# Comuna Hoteanivka, Vîșhorod
Hoteanivka (în ucraineană Хотянівка) este o comună în raionul Vîșhorod, regiunea Kiev, Ucraina, formată din satele Hoteanivka (reședința) și Oseșciîna.

## Demografie
Componența lingvistică a comunei Hoteanivka
     Ucraineană (94,3%)
     Rusă (5,4%)
     Alte limbi (0,2%)
Conform recensământului din 2001, majoritatea populației comunei Hoteanivka era vorbitoare de ucraineană (94,3%), existând în minoritate și vorbitori de rusă (5,4%).